# Steen Fladberg
Steen Fladberg (* 11. Oktober 1956) ist ein ehemaliger dänischer Badmintonspieler. Er ist mit der ehemaligen dänischen Badmintonspielerin Kirsten Larsen verheiratet. Ihr gemeinsamer Sohn Rasmus Fladberg ist ebenfalls Badmintonprofi.

## Sportliche Karriere
Steen Fladberg war einer der bedeutendsten Doppel- und Mixedspieler der 1970er und 1980er Jahre. Die Weltmeisterschaft im Herrendoppel gewann er 1983 mit Jesper Helledie. Mit ihm wurde er 1986 auch Europameister. Silber und Bronze gewann er bei den Weltmeisterschaften 1983 und 1980 im Mixed mit Pia Nielsen.

## Sportliche Erfolge
| Saison    | Veranstaltung                                      | Disziplin    | Platz | Name |
| --------- | -------------------------------------------------- | ------------ | ----- | --- |
| 1976      | Tschechoslowakische Internationale Meisterschaften | Herreneinzel | 2     | Steen Fladberg |
| 1976      | Tschechoslowakische Internationale Meisterschaften | Herrendoppel | 2     | Morten Frost / Steen Fladberg |
| 1976      | Swiss Open                                         | Herreneinzel | 1     | Steen Fladberg |
| 1977      | Tschechoslowakische Internationale Meisterschaften | Herrendoppel | 3     | Steen Fladberg / Gert Helsholt |
| 1978      | Norwegen: Internationale Meisterschaften           | Herreneinzel | 1     | Steen Fladberg |
| 1978      | Norwegen: Internationale Meisterschaften           | Herrendoppel | 1     | Jesper Helledie / Steen Fladberg |
| 1978      | Norwegen: Internationale Meisterschaften           | Mixed        | 1     | Steen Fladberg / Lonny Bostofte |
| 1979      | Tschechoslowakische Internationale Meisterschaften | Herrendoppel | 1     | Steen Fladberg / Jens Peter Nierhoff |
| 1979      | Tschechoslowakische Internationale Meisterschaften | Herreneinzel | 1     | Steen Fladberg |
| 1979/1980 | Dänemark: Einzelmeisterschaften                    | Herrendoppel | 1     | Steen Fladberg, Køge / Morten Frost, Gentofte BK |
| 1980      | Weltmeisterschaft                                  | Mixed        | 3     | Steen Fladberg / Pia Nielsen |
| 1980      | Nordische Meisterschaften                          | Herrendoppel | 1     | Morten Frost / Steen Fladberg |
| 1980      | Europameisterschaft                                | Mannschaft   | 1     | Dänemark (Lene Køppen, Kirsten Larsen, Pia Nielsen, Morten Frost, Flemming Delfs, Steen Fladberg, Steen Skovgaard, Anne Skovgaard)                                          |
| 1980/1981 | Deutschland: Internationale Meisterschaften        | Mixed        | 1     | Steen Fladberg / Pia Nielsen |
| 1981      | Nordische Meisterschaften                          | Herrendoppel | 1     | Morten Frost / Steen Fladberg |
| 1981/1982 | Deutschland: Internationale Meisterschaften        | Herrendoppel | 1     | Morten Frost / Steen Fladberg |
| 1981/1982 | Dänemark: Einzelmeisterschaften                    | Herrendoppel | 1     | Steen Fladberg, Køge / Morten Frost, Gentofte BK |
| 1981/1982 | Dänemark: Einzelmeisterschaft der Amateure         | Mixed        | 1     | Steen Fladberg / Pia Nielsen, Køge BK |
| 1982      | Nordische Meisterschaften                          | Herrendoppel | 1     | Morten Frost / Steen Fladberg |
| 1982/1983 | German Open                                        | Mixed        | 1     | Steen Fladberg / Pia Nielsen |
| 1983      | Niederlande: Internationale Meisterschaften        | Herrendoppel | 11    | Steen Fladberg / Jesper Helledie |
| 1983      | Weltmeisterschaft                                  | Herrendoppel | 1     | Steen Fladberg / Jesper Helledie |
| 1983      | Weltmeisterschaft                                  | Mixed        | 2     | Steen Fladberg / Pia Nielsen |
| 1983      | Schweden: Internationale Meisterschaften           | Herrendoppel | 1     | Sten Fladberg / Jesper Helledie |
| 1983      | All England                                        | Mixed        | 2     | Steen Fladberg / Anne Skovgaard |
| 1984/1985 | Dänemark: Einzelmeisterschaften                    | Mixed        | 1     | Steen Fladberg, Køge / Gitte Paulsen, Triton, Aalborg |
| 1985      | Niederlande: Internationale Meisterschaften        | Herrendoppel | 1     | Steen Fladberg / Jesper Helledie |
| 1985      | Malaysian Masters                                  | Mixed        | 1     | Steen Fladberg / Nora Perry |
| 1985      | Niederlande: Internationale Meisterschaften        | Mixed        | 1     | Steen Fladberg / Gitte Paulsen |
| 1985/1986 | Dänemark: Einzelmeisterschaften                    | Mixed        | 1     | Steen Fladberg, Køge / Gitte Paulsen, Triton, Aalborg |
| 1985/1986 | Dänemark: Internationale Meisterschaften           | Herrendoppel | 1     | Steen Fladberg / Jesper Helledie |
| 1986      | Europameisterschaft                                | Mannschaft   | 1     | Dänemark (Morten Frost, Torben Carlsen, Michael Kjeldsen, Kirsten Larsen, Steen Fladberg, Jesper Helledie, Ib Fredriksen)                                                   |
| 1986      | Europameisterschaft                                | Herrendoppel | 1     | Steen Fladberg / Jesper Helledie |
| 1986      | Nordische Meisterschaften                          | Herrendoppel | 1     | Morten Frost / Steen Fladberg |
| 1986      | Indonesian Open                                    | Mixed        | 1     | Steen Fladberg / Gillian Clark |
| 1986/1987 | Dänemark: Einzelmeisterschaften                    | Herrendoppel | 1     | Jan Paulsen, Triton, Aalborg / Steen Fladberg, Køge |
| 1986/1987 | Dänemark: Einzelmeisterschaften                    | Damendoppel  | 1     | Steen Fladberg, Køge / Gitte Paulsen, Triton, Aalborg |
| 1987      | Malaysian Open                                     | Mixed        | 1     | Steen Fladberg / Gillian Clark |
| 1987      | Nordische Meisterschaften                          | Herrendoppel | 1     | Steen Fladberg / Jan Paulsen |
| 1987/1988 | Belgien: Internationale Meisterschaften            | Mixed        | 1     | Steen Fladberg / Gillian Clark |
| 1987/1988 | Deutschland: Internationale Meisterschaften        | Herrendoppel | 1     | Steen Fladberg / Jan Paulsen |
| 1987/1988 | Deutschland: Internationale Meisterschaften        | Mixed        | 1     | Steen Fladberg / Gillian Clark |
| 1988      | Europameisterschaft                                | Mannschaft   | 1     | Dänemark (Kirsten Larsen, Jens Peter Nierhoff, Michael Kjeldsen, Dorte Kjær, Nettie Nielsen, Steen Fladberg, Morten Frost, Christine Bostofte, Jan Paulsen, Henrik Svarrer) |
| 1988      | Europameisterschaft                                | Herrendoppel | 2     | Steen Fladberg / Jan Paulsen |
| 1988      | Europameisterschaft                                | Mixed        | 1     | Steen Fladberg / Gillian Clark |
| 1997/1998 | Dänemark: Seniorenmeisterschaften 40+              | Herrendoppel | 1     | Steen Fladberg, Køge / Jesper Helledie, Hvidovre |
| 1998/1999 | Dänemark: Seniorenmeisterschaften 40+              | Herrendoppel | 1     | Steen Fladberg, Køge / Jesper Helledie, Hvidovre |
| 1999/2000 | Dänemark: Seniorenmeisterschaften 40+              | Herrendoppel | 1     | Steen Fladberg, Køge / Jesper Helledie, Hvidovre |
| 2001/2002 | Dänemark: Seniorenmeisterschaften 40+              | Herrendoppel | 1     | Steen Fladberg, Køge / Jesper Helledie, Hvidovre |
| 2001/2002 | Dänemark: Seniorenmeisterschaften 45+              | Mixed        | 1     | Steen Fladberg / Pia Gottschau, Køge |
| 2002/2003 | Dänemark: Seniorenmeisterschaften 45+              | Mixed        | 1     | Steen Fladberg / Pia Gottschau, Køge |
| 2002/2003 | Dänemark: Seniorenmeisterschaften 40+              | Herrendoppel | 1     | Jesper Helledie, Hvidovre / Steen Fladberg, Køge |
| 2004/2005 | Dänemark: Seniorenmeisterschaften 45+              | Herrendoppel | 1     | Jesper Helledie, Hvidovre / Steen Fladberg, Køge |
| 2005/2006 | Dänemark: Seniorenmeisterschaften 45+              | Herrendoppel | 1     | Jesper Helledie, Hvidovre / Steen Fladberg, Køge |
| 2007/2008 | Dänemark: Seniorenmeisterschaften 50+              | Herrendoppel | 1     | Jesper Helledie, Hvidovre / Steen Fladberg, Køge |